# Raymond Chabanne
Pour les articles homonymes, voir Chabanne.
Raymond Chabanne est un officier général français, né à Clermont-Ferrand le 27 mars 1924, mort le 3 juin 2022 à Fontainebleau. Il est chef de corps du 3e RPIMa de 1972 à 1974.

## Biographie

### Enfance, engagement et Campagne de France
Raymond Chabanne est né à Clermont-Ferrand le 27 mars 1924. Il quitte le domicile familial à 15 ans. Après avoir été groom dans un hôtel puis projectionniste de cinéma, il entre chez les Compagnons de France où il reçoit notamment une « formation de cadres » pour devenir assistant de camp, option éducation physique. Le jour de ses 18 ans, en mars 1942, il quitte les Compagnons et s’engage à Fréjus dans les troupes coloniales de l’armée d’armistice, au 21e RIC, « victime des affiches en couleur »(sic).

### Armistice
En septembre 1942, à la suite de l’invasion de la zone libre, Raymond Chabanne est mis en congé d’armistice, rentre à Clermont puis rejoint la résistance comme agent de renseignements au sein de l'Office national interprofessionnel des grandes cultures (ONIC) dont il devint directeur départemental à 19 ans. Après le débarquement en Provence, il quitte l'ONIC « discrètement » (sic) et intègre une unité de la 1ère Armée qui « passait par là » (sic) dans son chemin vers Paris, où il est affecté comme 2e classe au 4e régiment de tirailleurs sénégalais à Montpellier. Peu de temps après avoir été nommé caporal-chef, son chef de corps le convoque et lui dit : « Chabanne, vous avez été directeur départemental de l'ONIC ? Le Ministère me demande des candidats à envoyer à Saint-Cyr, vous êtes d'accord ? » Il est donc envoyé à l’école militaire inter-armes de Saint-Cyr-Coëtquidan, d’où il sort aspirant en 1946. Pendant son stage à l'école d’application d'infanterie, il passe son brevet de parachutisme.

### Premier séjour en Indochine
Nommé sous-lieutenant en janvier 1948, il part en Indochine sur le Pasteur au printemps 1949 au sein du 27e BMTS. À la suite d'une bagarre un peu « musclée » avec un supérieur qui avait traité ses sous-lieutenants de « petits cons » (sic), il reçoit une affectation disciplinaire dans la compagnie mobile d'un bataillon du 6e RIC en poste à Hanoï, où il suit une formation de commando. C'est lors d'un retour de mission qu'il fait une première rencontre avec le capitaine Marcel Bigeard, attablé avec quelques uns de ses cadres à la terrasse de l'hôtel Métropole : « Je l'ai vu, simplement, je n'ai pas eu l'occasion de lui parler » (sic).

### Second séjour en Indochine
Retour en France en 1951, puis départ volontaire pour un deuxième séjour en Indochine où Raymond Chabanne est affecté comme patron du commando Nord-Vietnam n° 21. Après diverses missions, le commando qu’il dirige est mis temporairement à la disposition du chef de bataillon Bigeard, patron du 6e BPC, au moment de l’affaire de Na San en décembre 1952. Début 1954, il fait un stage d'appui aérien dans plusieurs bases, dont la célèbre Cat-Bi. Après la chute, à laquelle il ne participa pas à Diên Biên Phu, il est nommé secrétaire de la sous-commission d'armistice.

### Retour en France
Retour en France le 2 décembre 1954. Quatre mois de congé, puis affectation à la demi-brigade coloniale des commandos parachutistes à Bayonne comme commandant d'une compagnie d'appui au sein d'un bataillon tout fraîchement créé, le 3e BCCP commandé par le chef de bataillon Lenoir.

### Algérie
Le 3 partira à Bône (Algérie) en août 1955. Le capitaine Chabanne, assisté du lieutenant Maurice Schmitt (futur CEMA), restera au 3 jusqu'au départ de son nouveau chef de corps, le lieutenant-colonel Bigeard, en 1958, qu'il rejoindra ensuite à l'École Jeanne d'Arc à Philippeville comme instructeur. Après le 13 mai 1958, Raymond Chabanne est envoyé à l'État-major à Constantine avec le général Gilles, où il crée le Groupement de Commandos Parachutistes (GCP). Puis il rejoint son ancien patron au 3 à Aïn Sefra, où Marcel Bigeard rédigera sa fameuse déclaration. Comme c'est lui qui fut chargé d'apporter l'enregistrement audio de la déclaration et son texte à la Radio d'Alger, et à la suite d'une dénonciation, il fut arrêté sur l'aérodrome d'Oran où son avion avait fait escale à cause du mauvais temps (« une compagnie entière de CRS est sortie du sol à mon retour de l'hôtel où j'avais passé la nuit »), fouillé, accusé de complicité de complot et sanctionné de soixante jours de forteresse (qu'il ne fit pas), de même que Marcel Bigeard, qui fut muté outremer, à Bouar (République centrafricaine).

### Carrière en métropole et outre-mer
Après trois semaines d'arrêts de rigueur, il est envoyé à Madagascar, au moment du putsch. « Comme Bigeard, je ne sais pas ce que j'aurai fait si j'étais resté en Algérie au moment du putsh » (sic). De retour de Madagascar, Raymond Chabanne est affecté à la 8e division d'infanterie à Compiègne, commandée par le général Goujon. En juillet 1972, il est nommé à la tête du 3e RPIMa à Carcassonne sans avoir fait l'École de guerre. « Je n'avais pas le bagage intellectuel nécessaire et je ne parlais aucune langue étrangère » dit-il. Après le 3, il est affecté à la DTAI (direction technique des armes et de l'instruction) caserne Lourcines à Paris. En 1975, il est nommé conseiller du président Omar Bongo à Libreville (Gabon) où il restera deux ans. Puis ce fut une affectation comme sous-chef d'État-major de la 2e Région militaire à Lille. Et retour en Afrique en République centrafricaine, où il s'est occupé « des fameux diamants et des grandes chasses, toutes choses qui n'avaient rien à voir avec l'armée » (sic).

### Deuxième section
Raymond Chabanne est nommé général de brigade et versé en deuxième section le 28 mars 1981.
Il est mort le 3 juin 2022 à Fontainebleau,

## Décorations
- Grand-croix de la Légion d'honneur[8] (JO. décret du 5 avril 2017)
- Quatorze citations dont six à l'ordre de l'armée[5]